# Тернопільсько-Теребовлянська єпархія ПЦУ
Тернопільсько-Теребовлянська єпархія — єпархія Православної церкви України на території Тернопільської області.
Утворена рішенням Священного Синоду УПЦ КП від 12 березня 2009 року. Відповідно до постанови Священного Синоду до складу УПЦ КП прийняли 33 парафії УАПЦ в Тернопільській області. Для подальшого статусу цих парафій синод ухвалив постанову про утворення окремої Тернопільсько-Теребовлянської єпархії УПЦ КП.

## Історія
Тернопільсько-Теребовлянська єпархія УПЦ КП утворена згідно з рішенням Священного Синоду Української Православної Церкви Київського Патріархату від 12 березня 2009 року.
19 березня 2009 року в Михайлівському соборі митрополит Переяслав-Хмельницький Димитрій з благословення Патріарха Філарета звершив чин постригу протоієрея Петра Кравчука у монахи. Патріарх Філарет нарік протоієрея Петра Кравчука ім'ям Павло на честь Славного і Всехвального Первоверховного Апостола Павла.

## Деканати єпархії

### Тернопільський деканат
1. церква Ікони Божої Матері Скоропослушниця (м. Тернопіль)
2. церква Святого Апостола Андрія Первозванного (м. Тернопіль)
3. церква Вознесіння Господнього (м. Тернопіль)

### Чортківський деканат
1. церква Святої Покрови (м. Чортків)
2. церква святого апостола Андрія Первозванного (смт Заводське)
3. церква святого апостола і євангеліста Іоана Богослова (с. Бичківці)
4. церква Покрови Пресвятої Богородиці (с. Білий Потік)
5. церква Преображення Господнього (с. Білобожниця)
6. церква святих великомучеників і безсрібників Косми і Даміана (с. Ридодуби)
7. церква Різдва Пресвятої Богородиці (с. Звиняч)
8. церква святого великомученика Димитрія Солунського (с. Скомороше)
9. церква святого Архістратига Михаїла (с. Калинівщина)
10. церква Святої Тройці (с. Семаківці)
11. церква Воскресіння Христового (с. Милівці)
12. церква Святителя Миколая Чудотворця (с. Капустинці)
13. церква Введення в храм Пресвятої Богородиці (с. Косів)
14. церква Воздвиження Чесного Хреста Господнього (с. Ромашівка)
15. церква Благовіщення Пресвятої Богородиці (с. Криволука)
16. церква Успіння Пресвятої Богородиці (с. Палашівка)
17. церква святителя Миколая Чудотворця (с. Полівці)
18. церква Успіння Пресвятої Богородиці (с. Скородинці)
19. церква святого великомученика  Юрія Переможця (с. Шманьківчики)
20. церква Успіння Пресвятої Богородиці (с. Винятинці)
21. храм Свято-Воскресенського чоловічого монастиря (с. Шульганівка)

### Бучацький деканат
1. церква Успіння Пресвятої Богородиці (с. Медведівці)
2. церква Святої Трійці (с. Пишківці)
3. церква Успіння Пресвятої Богородиці (с. Броварі)
4. церква святих праведних богоотців Йоакима й Анни (м. Бучач)

### Гусятинський деканат
1. церква Успіння Пресвятої Богородиці (с. Яблунів)
2. церква Різдва Пресвятої Богородиці (с. Сухостав)

### Теребовлянський деканат
1. церква Воскресіння Христового (с. Кобиловолоки)
2. церква святителя Миколая Чудотворця (с. Струсів)
3. церква святої великомучениці Варвари (с. Варваринці)
4. церква Воздвиження Чесного Хреста Господнього (с. Заздрість)
5. церква Успіння Пресвятої Богородиці (с. Налужжя)